# Кринички (Горлівський район)
Кринички (до 2016 року - Петрі́вське) — село Єнакієвської міської громади Горлівського району Донецької області, Україна. Населення становить 84 осіб. Відстань до Єнакієвого становить близько 14 км і проходить автошляхом місцевого значення.

## Населення
За даними перепису 2001 року населення села становило 84 особи, із них 60,71% зазначили рідною мову українську, 38,10% — російську, 1,19% — білоруську.